# ジョン・ポンソンビー (第4代ベスバラ伯爵)
第4代ベスバラ伯爵ジョン・ウィリアム・ポンソンビー（英: John William Ponsonby, 4th Earl of Bessborough、1781年8月31日 - 1847年5月16日）は、イギリスの政治家、貴族。
19世紀前半のホイッグ党政権下で閣僚職を歴任した。

## 経歴
1781年8月31日にアイルランド貴族ベスバラ伯爵家の嫡男ダンキャノン子爵フレデリック・ポンソンビー(1793年に爵位を継承)とその妻ヘンリエッタ(初代スペンサー伯爵ジョン・スペンサーの娘)の間の長男として生まれる。
ハーロー校を経てオックスフォード大学クライスト・チャーチへ進学。
1805年にネアズバラ選挙区から初当選してホイッグ党の庶民院議員となったが、翌1806年に議席を失った。1810年にハイアム・フェラーズ選挙区から再び庶民院議員に選出される。以降1834年の叙爵まで選挙区を変えながら庶民院議員に在職する。
1831年にはホイッグ党政権の第2代グレイ伯爵チャールズ・グレイ内閣で森林長官に就任するとともに枢密顧問官に列した。
1832年の第一次選挙法改正の際には法案を起草した四人委員会（他にジョン・ラッセル卿、初代ダラム男爵ジョン・ラムトン、サー・ジェームズ・グラハム准男爵）の一人となった。四人委員会の中ではダラム男爵が急進的に、彼とグラハムが保守的にふるまうことが期待されていた。
1834年7月に首相が第2代メルバーン子爵ウィリアム・ラムに代わると内務大臣に転任するとともに連合王国貴族爵位ダンキャノン男爵に叙されて貴族院議員に列したが、同年11月の内閣総辞職で退任した。短期間の保守党政権をはさんで1835年にメルバーン子爵の第2次内閣が発足すると王璽尚書と森林長官として入閣した。王璽尚書は1840年1月まで、森林長官は内閣が総辞職する1841年9月まで務めた。
1844年2月に父が死去し、第4代ベスバラ伯爵位を継承した。
1846年7月にジョン・ラッセル卿の第1次内閣が発足するとアイルランド総督に就任したが、総督在職中の1847年5月16日にダブリン城で死去した。
爵位は長男のジョン・ポンソンビーが継承した。

## 栄典

### 爵位
1834年7月19日に以下の爵位に新規に叙される。
- キルケニー県におけるベスバラの初代ダンキャノン男爵 (1st Baron Duncannon, of Bessborough in the County of Kilkenny)
(勅許状による連合王国貴族爵位)

1844年2月3日の父の死により以下の爵位を継承した。
- 第4代ベスバラ伯爵 (4th Earl of Bessborough)
(1739年10月6日の勅許状によるアイルランド貴族爵位)
- ウェックスフォード県におけるダンキャノン砦の第5代ダンキャノン子爵 (5th Viscount Duncannon, of the Fort of Duncannon in the County of Wexford)
(1722年2月28日の勅許状によるアイルランド貴族爵位)
- キルケニー県におけるベスバラの第5代ベスバラ男爵 (5th Baron Bessborough, of Bessborough in the County of Kilkenny)
(1721年9月11日の勅許状によるアイルランド貴族爵位)
- レスター州におけるサイゾンビーの第4代ポンソンビー男爵 (4th Baron Ponsonby, of Sysonby in the County of Leicester)
(1749年6月12日の勅許状によるグレートブリテン貴族爵位)

## 家族
第10代ウェストモーランド伯爵ジョン・フェインの娘マリア(1787-1834)と結婚。彼女との間に以下の11子を儲けた。
- 第1子(長女)マリア・ジェーン・エリザベス・ポンソンビー (1819-1897) - 第2代ド・モーリー男爵チャールズ・ポンソンビーと結婚
- 第2子(次女)キャサリン・ルイーザ・ジョージナ・ポンソンビー (-1863) - フレデリック・タイと結婚
- 第3子(長男)ジョン・ジョージ・ブラバゾン・ポンソンビー (1809-1880) - 第5代ベスバラ伯爵位を継承
- 第4子(次男)ウィリアム・ウェントワース・ブラバゾン・ポンソンビー (1812-1831)
- 第5子(三女)ジョージアナ・サラ・ポンソンビー (1814以前-1861) - サックヴィル・バークと結婚
- 第6子(四女)オーガスタ・ラヴィニア・プリシラ・ポンソンビー (1814-1904) - ケリー伯ウィリアム・ペティ＝フィッツモーリス、ついでチャールズ・ゴアと結婚
- 第7子(三男)フレデリック・ジョージ・ブラバゾン・ポンソンビー (1815-1895) - 第6代ベスバラ伯爵位を継承
- 第8子(四男)ジョージ・アーサー・ブラバゾン・ポンソンビー (1820-1841)
- 第9子(五男)ウォルター・ウィリアム・ブラバゾン・ポンソンビー (1821-1906) - 第7代ベスバラ伯爵位を継承
- 第10子(六男)スペンサー・セシル・ポンソンビー＝フェイン (1824-1915)
- 第11子(七男)ジェラルド・ヘンリー・ブラバゾン・ポンソンビー (1829-1908)